# (33328) Archanaverma
1998 RV41 (asteroide 33328) é um asteroide da cintura principal. Possui uma excentricidade de 0.10106850 e uma inclinação de 6.65876º.
Este asteroide foi descoberto no dia 14 de setembro de 1998 por LINEAR em Socorro.